# 김찬영 (축구 선수)
김찬영(한국 한자: 金燦榮, 1989년 4월 1일 ~ )은 대한민국의 축구 선수이며 포지션은 센터백이다.

## 축구인 경력

### 선수 경력
경희대학교 축구부를 거쳐 2011년 내셔널리그 목포시청에 입단하였다. 이후 일본 지역 리그의 토난 마에바시에서 잠시 활약하였고 2014년 자유계약으로 부산 아이파크에 입단하였다.